# Muro de Aguas
Muro de Aguas és un municipi de la Rioja, a la regió de la Rioja Baixa.
Des de l'edat mitjana s'explotaven mines de pirita, mineral també anomenat Cantalobos a la zona. El 12 de juny de 1369, Muro de Aiguas i Entrambas Aguas es van afegir al Senyoriu de Cameros. En el cadastre 1751-1754 el municipi apareix encara lligat al Senyoriu de Cameros i reflecteix una població de noranta-quatre veïns caps de família i setze vídues.
Després de la desaparició dels senyorius, el 1811, es va convertir en vila exempta de la província de Sòria, fins a la creació de la província de Logronyo el 30 de novembre del 1833.